# Ararat Moskou
Ararat Moskou (Russisch: ФК Арарат Москва, Armeens: Արարատ Մոսկվա) is een voetbalclub uit Moskou.

## Geschiedenis
De club werd opgericht op 20 maart 2017 door Armeense jongeren uit Moskou. De club werd vernoemd naar Ararat Jerevan, de meest succesvolle Armeense voetbalclub. De club kreeg een licentie om in 2017/18 van start te gaan in de tweede divisie, de derde hoogste klasse in het Russische voetbal. De club werd meteen kampioen in de zone Centrum.